# K+S
K+S AG, колишня «Kali und Salz AG», розташована в Касселі, є зареєстрованою німецькою гірничодобувною компанією, що спеціалізується на виробництві калійної солі та солі. K+S є одним із провідних міжнародних постачальників продуктів, що містять калій і магній, для сільськогосподарського та промислового застосування. K+S в основному працює в Європі, Північній і Південній Америці та налічує понад 14 700 співробітників у всьому світі (2020 рік).
Шляхом злиття та поглинання K+S та її компанії-попередники об’єднали всю калійну промисловість Німеччини з 1890-х років. Між 1971 і 1993 роками компанія належала BASF Group, яка володіла акціями компанії до 2011 року. Дочірні компанії K+S в першу чергу займаються маркетингом власної продукції, але також активно працюють у сфері послуг, зокрема у сфері утилізації та переробки.